# Димитър Сирлещов
Димитър (Митър) Тодоров Сирлещов, известен и като Зографов, е български зограф от Българското възраждане, представител на Банската художествена школа.

## Биография
Димитър Сирлещов е роден през 1838 година в разложкото село Банско. Учи при Симеон Молеров и после при Михалко Голев. Работи и като строител и резбар. Сред първите му творби с Михалко Голев са стенописите в „Свети Йоан Предтеча“ в село Бистрица, датирани в 1882 - 1883 година.
През 1883 година рисува иконите в църквата на разложкото село Бачево. В периода 1888-1889 година изографисва митрополитската църква „Свети Георги“ в Дупница.
Между 1890 и 1898 година изписва църквата стенописите на църквата „Света Богородица” в Бобошево, като е автор и на част от иконите в нея. Изписва и друга църква в градчето - „Свети Илия“ заедно със своя ученик Костадин Хаджипопов. Работи стенописи из църквите в кюстендилските села Драгодан, Бураново, Църквище и Палатово. Работи и в частни домове.
В 1910 година прави стенописите, цокълните икони и царските двери на църквата „Св. св. Константин и Елена“ в Кръстилци. В същата година изписва църквата „Рождество Богородично“ във Велющец заедно със сина си Минчо Зографов.
Умира в Банско през 1913 година.
- Стенописи от „Рождество Богородично“ във Велющец, 1910 г.

- Стенописи от „Свети Димитър“, 1909 – 1910 г.
- Стенописи
- Ктиторският надпис
- Страшният съд
- Христос Вседържител на касетирания таван